# شنیانگ جی-۱۵

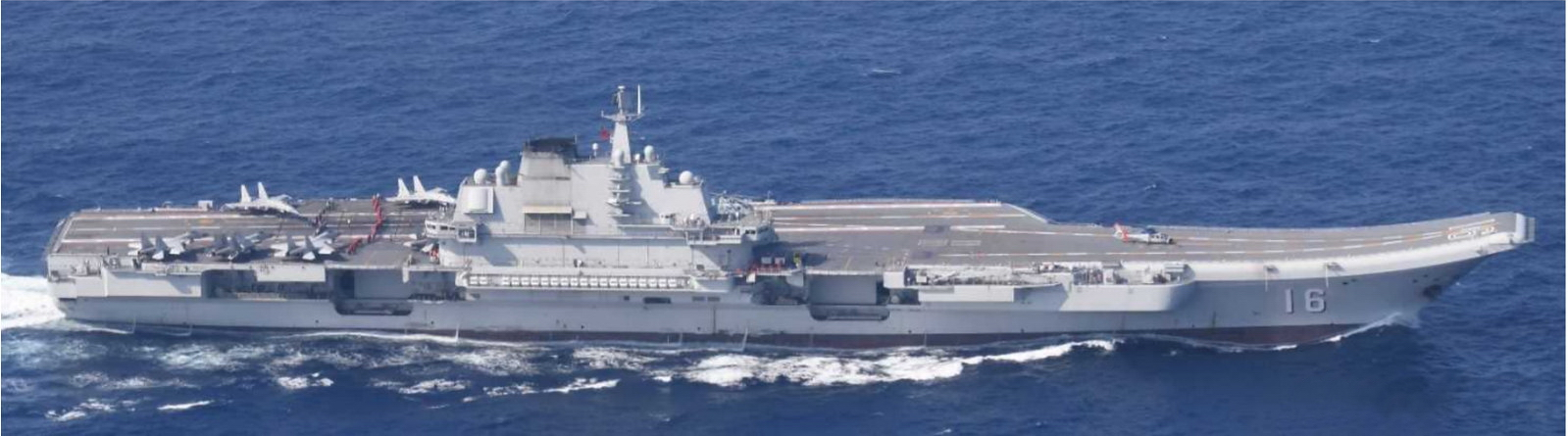
یک فروند جی-۱۵ بر روی ناو هواپیمابر لیائونینگ

شنیانگ جی-۱۵ (به انگلیسی: Shenyang J-15) که در چین به کوسه پرنده معروف است یک جنگنده ناونشین چندمنظوره نسل چهارم ساخت شرکت شنیانگ چین است که بر پایهٔ جی-۱۱ بی و مطالعات پژوهشی بری روی پیش‌نمونه سوخو-۳۳ توسعه یافته‌ که چین در سال ۲۰۰۱ میلادی از اوکراین تهیه کرده بود. با وجود اینکه در شباهت ظاهری و طراحی بدنه مشخص است که از سوخو-۳۳ الگوبرداری شده، ولی اویونیک و قطعات الکترونیکی چینی متعلق به جی-۱۱-بی به کار رفته است؛ با این تفاوت که بالهای آن قابلیت تاشدن دارند تا جنگنده فضای کمتری را بر روی ناو هواپیمابر اشغال کند.

در سال ۲۰۱۸ میلادی گمانه‌زنی‌هایی درخصوص بازنشستگی این هواپیما شنیده شده و قرار است این جنگنده با یکی از دو جنگندهٔ شن‌یانگ اف‌سی-۳۱ یا چنگدو جی-۲۰ جایگزین و بازنشسته شود. تاکنون ۵۰ فروند از این جنگنده تولید شده و تنها نیروی دریایی چین آن را به خدمت گرفته است.

## طراحی و توسعه
طی مراحل ساخت سوخو-۳۳ چین که به اطلاعات مربوط به آن جنگنده نیاز داشت، به‌طور پیاپی در تلاش برای خریدن سوخو-۳۳ از روسیه بود ولی روسیه پیشنهاد چین را در سال ۲۰۰۹ رد کرد. زیرا روسیه در سال ۲۰۰۶ به این آگاهی رسید که چین با زیر پا گذاشتن مقررات نقل شده در قرارداد، بند مالکیت فکری را نقض کرده و درحال مهندسی معکوس و بومی‌سازی هواپیمای سوخو-۲۷ است. از این رو، قرارداد سوخو-۲۷ با چین را فسخ کرد. البته چین دلیل این قطع همکاری را زیاده‌خواهی روسیه عنوان کرده و اعلام کرد که روسیه شرط ادامه همکاری را اینگونه تعیین کرد که چین باید ۵۰ فروند سوخو-۳۳ از روسیه بخرد تا روسیه مجوز بازگشایی خط تولید سوخو-۳۳ در چین را ارائه کند. بدین ترتیب مقامات چین به این نتیجه رسیدند که این محصول به زودی از رده خارج خواهد شد و ارزش خرید ندارد. به گفته چین، دلیل لغو قرارداد چنین بوده است و چین با استناد بر اینکه سوخو-۳۳ فرق چندانی با سوخو-۲۷ ندارد، تصمیم گرفت همان محصول جی-۱۱ خود را توسعه دهد و از خرید سوخو-۳۳ صرف نظر کند.
بدین ترتیب در راستای ارتقای پروژه جی-۱۱، پروژه جی-۱۵ در سال ۲۰۰۶ میلادی آغاز شد و نخستین پیش‌نمونه در سال ۲۰۰۹ با موتور روسی ساترن ای‌ال-۳۱-اف آزمایش تاکسی را بر روی باند انجام داد. و در عکسها و ویدیوهای منتشر شده مشخص شد که از بدنهٔ سوخو-۳۳ استفاده شده است. و در سال ۲۰۱۲ میلادی برای نخستین بار پرواز کرد. یک مدل دو سرنشین نیز برای پرواز اولیه درنظر گرفته شد که در همان سال پرواز کرد.

## نتایج طراحی
طبق گزارش یک مقاله نظامی چینی، محصول جی-۱۵ از نظر آیرودینامیک به نتایج قابل قبولی رسیده است و از نظر نسبت نیرو به وزن به میزان ۱۰ درصد و بارگیری بال به میزان ۲۵ درصد از سوپر هورنت بیشتر است. گرچه یکی از نویسندگان آن مقاله نوشت که جی-۱۵ برگ برنده نیست و چیزی را تغییر نمی‌دهد زیرا مشکلات مربوط به سوخت‌گیری باعث شده تا برد این جنگنده کم باشد و موتور ساترن ای‌ال۳۱-اف از همتای آمریکایی خود پرت اند ویتنی اف۱۳۵ بسیار ضعیفتر است.
طراح ارشد جی-۱۵ مهندس «سان کنگ» اذعان کرد که جی-۱۵ می‌تواند از نظر حمل مهمات و برد عملیاتی رقیب سوپر هورنت باشد ولی هنوز به اصلاحات زیادی در زمینه الکترونیک و سامانه‌های جنگی نیاز دارد. دریابان «یین ژو» اینگونه بیان کرد که جی-۱۵ در حد سوپر هورنت مدل E و F انجام وظیفه می‌کند ولی کمی ضعیفتر است. وی در عین حال ادعا کرد که الکترونیک جی-۱۵ در حد جنگنده‌های نسل پنجم است.

## پیگیری روسیه
در سال ۲۰۰۹ در جریان نمایشگاه هوایی فارن‌بورو، سپهبد «الکساندر فومین» مسئول ارشد فنی صنایع دفاع روسیه از واژهٔ «کپی‌کاری» استفاده کرد و اینگونه گفت که روسیه به چین اجازهٔ کپی‌کاری تجهیزات نظامی روسی را نداده است و چین اجازه داشته که با پایبندی به قوانین آی‌پی، فقط قطعات نامبرده شده در قرارداد را تولید کند. در این قرارداد چیزی به نام هواپیمای ناوپایه به چشم نمی‌خورد و نامی از سوخو-۳۳ دیده نمی‌شود. حین برگزاری نمایشگاه هوایی ماکسدر سال ۲۰۰۹، روسیه عنوان کرد که شنیانگ جی-۱۱ را به عنوان یک کپی غیرمجاز از سوخو-۲۷ تلقی می‌کند در سال ۲۰۱۰ نیز روسیه پیگیری قانونی را درمورد حق تولید محصولاتش در چین انجام داده تا مانع از فروش محصولات چینی شود که با الگوبرداری از محصولات سوخو ساخته شده باشند. صنایع دفاع روسیه اعلام کرد که دربارهٔ فروش محصولات جدید نظامی به چین نگران است.

## سابقه کوتاه عملیاتی
جی-۱۵ برای نخستین بار اواخر سال ۲۰۱۲ میلادی بر روی ناو هواپیمابر لیائونینگ فرود آمد و در سال ۲۰۱۶ خلبان ژانگ چائو سقوط کرد و او پس از ایجکت به دلیل جراحات زیاد، جان سپرد. جی-۱۵ تا سال ۲۰۱۷ مورد ارزیابی قرار گرفت.

در سال ۲۰۱۸ سپهبد ژانگ هونگ فرمانده نیروی هوایی چین اعلام کرد به دلیل اینکه جی-۱۵ تاکنون ۴ سقوط داشته و مشکلات فنی بسیار زیادی دارد، به زودی بازنشسته خواهد شد و یک جنگنده ناوپایه جدید برای ناوگان دریایی چین ساخته می‌شود. وی یکی از بزرگ‌ترین مشکلات این جنگنده را وزن خالی بسیار زیاد آن عنوان کرد که ۱۷٬۵۰۰ کیلوگرم است و در مقایسه با سوپر هورنت که وزنی برابر با ۱۴٬۶۰۰ دارد، ضعف اساسی دارد. گرچه همچنان وزن این هواپیما از وزن گرومن اف-۱۴ تام‌کت که ۱۹٬۸۰۰ است بهتر محسوب می‌شود.

## کاربران
چین
- نیروی دریایی ارتش آزادی‌بخش خلق - ۶۰ فروند تا ۲۰۲۲[۴۰]
  - ناو هواپیمابر لیائونینگ
  - ناو هواپیمابر شاندونگ

## مشخصات تخمینی
داده‌ها از کارخانه نظامی: Shenyang J-15 (کوسه پرنده) - تاریخچه توسعه و عملیات، مشخصات عملکرد و گالری تصاویر
ویژگی‌های عمومی
- خدمه: 1 or ۲
- طول: ۲۲٫۲۸ متر (۷۳ فوت ۱ اینچ)
- پهنای بال: ۱۴٫۷ متر (۴۸ فوت ۳ اینچ)
- عرض: ۷٫۴ متر (۲۴ فوت ۳ اینچ) با بال‌های تاشده
- ارتفاع: ۵٫۹۲ متر (۱۹ فوت ۵ اینچ)
- مساحت بال‌ها: ۶۲٫۰۴ متر مربع (۶۶۷٫۸ فوت مربع)
- وزن خالی: ۱۷٬۵۰۰ کیلوگرم (۳۸٬۵۸۱ پوند)
- وزن ناخالص: ۲۷٬۰۰۰ کیلوگرم (۵۹٬۵۲۵ پوند)
- بیشترین وزن برخاست: ۳۳٬۰۰۰ کیلوگرم (۷۲٬۷۵۳ پوند)
- پیشرانه: ۲ عدد توربوفن با پس‌سوز ساترن ای‌ال-۳۱-اف[۴۳], ۱۲۲٫۶ کیلونیوتن (۲۷٬۶۰۰ پوند-نیرو) thrust  در هر موتور

عملکرد
- حداکثر سرعت: ۲٬۶۵۸ کیلومتر بر ساعت (۱٬۶۵۲ مایل بر ساعت، ۱٬۴۳۵ گره)
- بُرد معبر: ۳٬۵۰۰ کیلومتر (۲٬۲۰۰ مایل، ۱٬۹۰۰ مایل دریایی)
- حداکثر ارتفاع: ۲۰٬۰۰۰ متر (۶۶٬۰۰۰ فوت)
- نیرو/وزن: ۰٫۸۳